# Liu Yukun
Liu Yukun (en chino: 劉宇坤; 12 de abril de 1997) es un deportista chino que compite en tiro, en la modalidad de rifle.
Participó en los Juegos Olímpicos de París 2024, obteniendo una medalla de oro en la prueba de rifle 3 posiciones 50 m. Ganó una medalla de plata en el Campeonato Mundial de Tiro de 2022, en la prueba de rifle en posición tendida 50 m.

## Palmarés internacional
| Juegos Olímpicos   | Juegos Olímpicos  | Juegos Olímpicos | Juegos Olímpicos           |
| Año                | Lugar             | Medalla          | Prueba                     |
| ------------------ | ----------------- | ---------------- | -------------------------- |
| 2024               | París (Francia)   | Medalla de oro   | Rifle 3 posiciones 50 m    |
| Campeonato Mundial |                   |                  |                            |
| Año                | Lugar             | Medalla          | Prueba                     |
| 2022               | El Cairo (Egipto) | Medalla de plata | Rifle en pos. tendida 50 m |